# Герб ЮАР (Трансвааля)
Герб Южно-Африканской Республики представляет собой изображение якоря, льва, вооружённого стоящего человека и походной повозки. Официальное описание герба содержит ряд неточностей, что повлекло за собой появление нескольких разновидностей герба Южно-Африканской Республики.